# Clavulina connata
Clavulina connata är en svampart som först beskrevs av Miles Joseph Berkeley, och fick sitt nu gällande namn av Corner 1950. Clavulina connata ingår i släktet Clavulina och familjen Clavulinaceae.   Inga underarter finns listade i Catalogue of Life.